# Mykoła Diadiura
Mykoła Diadiura ukr. Микола Дядюра (ur. 5 sierpnia 1961 w Kijowie) – dyrygent ukraiński.

## Życiorys
Karierę dyrygencką rozpoczął w 1987 w Japonii, gdzie zdobył nagrody – regulaminową i specjalną – Japońskiego Związku Dyrygentów podczas Międzynarodowego Konkursu Dyrygentów w Tokio. Po konkursie otrzymał zaproszenie na stypendium do Stanów Zjednoczonych od Seiji Ozawy, gdzie został jego uczniem.
W latach 1986–1988 Mykoła Diadiura był dyrektorem artystycznym i głównym dyrygentem Orkiestry Symfonicznej Filharmonii w Omsku w Rosji. W latach 1988–1989 był dyrygentem opery w Kijowie, a następnie w latach 1989–1996 głównym dyrygentem Seulskiej Orkiestry Symfonicznej oraz Orkiestry Symfonicznej Kwang Dju w Korei Południowej.
Posiada w swoim repertuarze liczne dzieła operowe i symfoniczne.  W 1998 odznaczony został tytułem Zasłużonego dla Sztuki Ukrainy.
W latach 2009–2012 był dyrektorem artystycznym Filharmonii Szczecińskiej.